# Semiothisa berengaria
Semiothisa berengaria är en fjärilsart som beskrevs av Fawcett 1916. Semiothisa berengaria ingår i släktet Semiothisa och familjen mätare. Inga underarter finns listade i Catalogue of Life.